# Antipositive, Pt. 2
Antipositive, Pt. 2 — вторая часть третьего студийного альбома российской поп-панк-рэйв-группы Little Big, выпущенная 5 октября 2018 года.

## История
5 октября 2018 года Little Big представила свой новый студийный альбом «Antipositive, Pt. 2» вместе с клипом на композицию «Skibidi».
Альбом состоит из 7 треков, среди которых впервые появился трек на французском языке — «Mon Ami». Припев этой композиции группа исполняла ранее, задолго до выхода альбома, на своих концертах во Франции.
22 февраля 2019 года группа выпустила альбом ремиксов «Skibidi», включивший в себя 5 треков.

## Трек-лист
| №                   | Название                         | Продюсеры              | Длительность |
| ------------------- | -------------------------------- | ---------------------- | ------------ |
| 1.                  | «Liar»                           | Lubim, Viktor Sibrinin | 3:03         |
| 2.                  | «Skibidi»                        | Илья Прусикин, Lubim   | 2:43         |
| 3.                  | «Follow Me» (при уч. Tommy Cash) | Lubim, Viktor Sibrinin | 3:57         |
| 4.                  | «Real People»                    | Lubim, Viktor Sibrinin | 3:25         |
| 5.                  | «Liar (Sibrinin Remix)»          | Viktor Sibrinin        | 2:45         |
| 6.                  | «Mon Ami»                        | Viktor Sibrinin        | 2:51         |
| 7.                  | «Little Boy (Thank You Mom)»     | Viktor Sibrinin        | 3:22         |
| Общая длительность: | Общая длительность:              | Общая длительность:    | 22:06        |

## Участники записи
- Текст / вокал: Ильич (Илья Прусикин), Just Femi, Софья Таюрская, Mr. Clown (Антон Лиссов), Tommy Cash.
- Музыка: Ильич (Илья Прусикин), Lubim (Любим Хомчук), Виктор Сибринин.
- Обложка: Максим Семенов.

## Реакция
Борис Барабанов назвал трек Skibidi повторением успеха «Gangnam Style», а альбом в целом — вехой на пути превращения группы из отечественного Die Antwoord в электронный «Ленинград». При этом он отметил, что по сравнению с предыдущими релизами в песнях Little Big стало меньше «весёлой придури» (нередко — отталкивающей) и они теперь соответствуют стандартам различных музыкальных стилей.